# Municipio de Hickory (Misuri)
El municipio de Hickory (en inglés: Hickory Township) es un municipio ubicado en el condado de Holt en el estado estadounidense de Misuri. En el año 2010 tenía una población de 189 habitantes y una densidad poblacional de 1,87 personas por km².

## Geografía
El municipio de Hickory se encuentra ubicado en las coordenadas 40°4′26″N 95°5′34″O / 40.07389, -95.09278. Según la Oficina del Censo de los Estados Unidos, el municipio tiene una superficie total de 100,99 km², de la cual 100,82 km² corresponden a tierra firme y (0,17 %) 0,17 km² es agua.

## Demografía
Según el censo de 2010, había 189 personas residiendo en el municipio de Hickory. La densidad de población era de 1,87 hab./km². De los 189 habitantes, el municipio de Hickory estaba compuesto por el 97,35 % blancos, el 1,59 % eran amerindios y el 1,06 % eran de una mezcla de razas. Del total de la población el 0,53 % eran hispanos o latinos de cualquier raza.